# カルロ・アドリアーノ
カルロ・アドリアーノ・ガルシア・プラデス（Carlo Adriano García Prades、2001年2月15日 - ）は、スペイン・バレンシア州ヴィラ＝レアル出身のサッカー選手。ビジャレアルCF B所属。ポジションはMF。

## クラブ経歴
バレンシア州のヴィラ＝レアルに生まれ、2010年にビジャレアルCFのカンテラに入団した。2020年12月16日、コパ・デル・レイのSDレイオア戦にて、フアン・フォイスとの交代でトップチームデビューを果たした。
ラ・リーガの舞台に初めて立ったのは、2022年1月3日のレバンテUD戦であり、5-0での大勝に貢献した。